# Duo Deluxe
Das Duo Deluxe ist ein norddeutsches Schlager-Duo aus Oldenburg.

## Geschichte
2019 wurde die musikalische Formation von Gabi Bares (bürgerlich Ina Schröder) und Pierre Mertien (bürgerlich Ralf Krüger) gegründet. Gabi Bares wuchs in einer musikalischen Familie auf, die durch mehrjährige Bühnenerfahrung geprägt ist. Im Jahr 1988 erhielt sie ihren ersten Plattenvertrag mit ihrem Musikprojekt ZSA ZSA. Im Frühjahr 1996 gründete sie die Eurodance-Gruppe Supertrip, die den Titel Dolce Vita und zwei weitere Singles veröffentlichte.
Pierre Mertien veröffentlichte im Jahr 1999 sein erstes Album Only for You. Später veröffentlichte er noch einige Titel, die jedoch nie große Beachtung fanden. Im Jahr 2015 gelang ihm der Durchbruch mit seiner Musikgruppe Domingos, die sich im Jahr 2017 auflösten. Insgesamt veröffentlichte das Duo sechs Alben.
Das Debütalbum Sieben Wunder veröffentlichten Gabi Bares und Pierre Mertien im September 2019 bei dem österreichischen Musiklabel MCP Sound & Media. 2021 folgte das Album Große unvergessliche Schlagermelodien mit Coversongs.

## Diskografie
- 2019: Sieben Wunder
- 2020: Leg Dich sanft in meiner Arme (Single)
- 2021: Große unvergessliche Schlagermelodien